# HeadOn

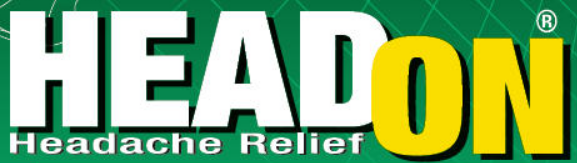
Logo.

HeadOn es una marca estadounidense de productos homeopáticos tópicos para el dolor de cabeza propiedad de Miralus Healthcare, con sede en Florida. La marca alcanzó notoriedad como resultado de un comercial viral de 2006 que consistía únicamente en el lema HeadOn: Apply directly to the forehead («HeadOn: Aplicar directamente en la frente») repetido tres veces. Una versión anterior del comercial afirmaba que el producto aliviaba el dolor de cabeza, pero fue retirado tras las objeciones del Better Business Bureau. El comercial generó críticas generalizadas por su alto volumen, falta de información, repetitividad y bajo valor de producción. Ningún ensayo clínico ha encontrado evidencia de la eficacia del producto y los expertos médicos lo han descrito ampliamente como un placebo.

## Comercial

### Trasfondo
HeadOn ganó notoriedad debido a sus anuncios repetitivos en programas de televisión nocturnos y sindicados, como Wheel of Fortune, The Weather Channel y en repeticiones de Seinfeld. En marzo de 2006, la División Nacional de Publicidad del Better Business Bureau objetó un comercial anterior de HeadOn que afirmaba que HeadOn aliviaba el dolor de cabeza, citando pruebas insuficientes de que el producto fuera eficaz. La organización amenazó con remitir el caso a la Administración de Alimentos y Medicamentos y a la Comisión Federal de Comercio. En respuesta, el fabricante Miralus Healthcare decidió eliminar de sus anuncios todas las afirmaciones objetivas sobre el producto.
Miralus Healthcare probó varios comerciales potenciales utilizando grupos focales; según se informa, los grupos focales recordaron los anuncios repetidos mucho más que con cualquier otro método. A pesar de la recepción en gran medida negativa del comercial, Dan Charron, vicepresidente de ventas y marketing de Miralus, afirmó que nadie en los grupos focales le había dicho que los anuncios eran irritantes.

### Contenido
El comercial comienza mostrando a una mujer aplicándose HeadOn en la frente sobre un fondo monocromático. El lema HeadOn: Apply directly to the forehead («HeadOn: Aplicar directamente en la frente») se dice tres veces en voz alta y monótona, y una gran flecha amarilla apunta a su frente. Luego, el comercial muestra una imagen del empaque del producto y dice que HeadOn está disponible sin receta en minoristas de todo el país o «disponible en Walgreens», sin proporcionar ninguna descripción del producto o su objetivo.

### Recepción
Las respuestas al comercial fueron en gran medida negativas, y The Today Show lo catalogó como el peor comercial de 2006. Seth Stevenson de Slate describió el comercial como un ejemplo de publicidad contundente y opinó que su estética involuntaria de bajo valor de producción hacía que el anuncio fuera «fascinante». Kate Wagner de The Baffler comparó la expresión del aacto izcon la de un «comandante militar en un cartel maoísta» y describió el comercial como «extraño» e «nquietante». Wagner dijo además que el comercial era «diferente a cualquier cosa que los humanos reales pudieran producir razonablemente para vender algo». Dan Neil, escribiendo en Los Angeles Times, describió de manera similar el comercial como único por su falta de información y lo comparó con la propaganda norcoreana. Tanto The Today Show como Ad Age describieron el comercial como «desagradable», y varios críticos bromearon diciendo que el comercial les dio dolores de cabeza a los espectadores.
El comercial fue parodiado en The Tonight Show with Jay Leno, Saturday Night Live y The Daily Show with Jon Stewart. La película de 2008 Disaster Movie incluyó una parodia del comercial, y otras parodias se compartieron en la plataforma de videos en línea YouTube. Las ventas de HeadOn aumentaron drásticamente después de la campaña publicitaria, duplicando las ventas año tras año de 2005 a 2006. El comercial ha sido descrito como una campaña de marketing muy eficaz, aunque no está claro si Miralus Healthcare alguna vez obtuvo beneficios.: 1248 

### Análisis
La profesora de marketing de Yale, Dina Mayzlin, argumentó que la crudeza y repetitividad del comercial lo convertían en un anuncio especialmente eficaz. Jeremy Sheff, que escribe para Cardozo Law Review, teorizó que la repetición del anuncio era efectiva debido a la tendencia de los consumidores a percibir las marcas familiares como más beneficiosas y menos riesgosas.: 1278–1280  Ad Age también sugirió que el estilo camp del comercial lo convirtió en el objetivo de tiempo de emisión gratuito y parodias. Wagner teorizó que la naturaleza involuntaria del humor absurdo del comercial lo convirtió en uno de los primeros y más efectivos ejemplos de una marca que emplea tácticas publicitarias absurdas. Tanto Wagner como Stevenson sugirieron que el estatus relativamente desconocido de la marca mejoraba la efectividad del anuncio. En un artículo sobre la Ley de Mitigación del Volumen de la Publicidad Comercial, The Atlantic describió el comercial como un ejemplo notorio de un comercial que utiliza el volumen como táctica publicitaria.

## Producto
HeadOn es distribuido por Miralus Healthcare en un aplicador similar a una barra de adhesivoy se vende a precios de entre cinco y ocho dólares.: 1249  Si bien el iris versicolor, la brionia blanca y el dicromato de potasio se han incluido como ingredientes activos, los ingredientes se encuentran en diluciones tan pequeñas que el producto consiste casi en su totalidad en cera.

### Eficacia
HeadOn afirma aliviar los dolores de cabeza mediante la homeopatía, un sistema pseudocientífico de medicina alternativa basado en la dilución de ingredientes activos. Ningún ensayo clínico ha demostrado jamás que HeadOn o cualquiera de sus ingredientes activos alivie el dolor de cabeza. Si bien Miralus afirma que el producto ha sido estudiado, nunca se ha hecho público ningún dato relevante. Los expertos médicos han afirmado ampliamente que cualquier alivio percibido del dolor de cabeza gracias al producto es el resultado del efecto placebo.: 1248 
La técnica de dilución empleada por el producto deja sólo trazas de sus ingredientes activos,: 1247  y ninguna evidencia científica sugiere que las diluciones sean efectivas para liberar las propiedades medicinales de ningún ingrediente.

### Otros productos
Miralus también lanzó ActivOn en 2006, un producto homeopático similar para el dolor de la artritis, RenewIn, una marca homeopática de píldoras energéticas, y PreferOn, una crema homeopática para el tratamiento de cicatrices.: 1248 